# MetLife Stadium
A MetLife Stadium stadion, mely a Meadowlands Sports Complex része East Rutherfordban, New Jersey-ben, New York agglomerációjában. A stadion az otthona a New York Giants és a New York Jets NFL-es amerikaifutball-csapatoknak és a korábbi Giants Stadium mellett épült fel, mely a Giants otthona volt 1976-tól 2009 decemberéig és a Jets otthona 1984-től 2010 januárjáig. Az elődhöz hasonlóan az új stadion is az egyetlen volt az NFL-ben, melyen két csapat osztozik, a kaliforniai SoFi Stadium 2020-as átadásáig.
A stadion papíron a New Jersey Sports and Exposition Authority tulajdonában van, azonban valójában a két csapat közösen építette fel magántőke bevonásával és a MetLife Stadium Company-n keresztül üzemeltetik, melyben 50-50%-os tulajdonrésze van a két csapatnak. 2010 előtt a Jets csak bérelte a Giants Stadiumot az NJSEA-tól. Az új szerződés értelmében az NJSEA az új stadionban továbbra is ellátja a biztonsági és orvosi szolgálatot, ahogy azt a Giants Stadiumban is tette. A stadiont 2010. április 10-én adták át New Meadowlands Stadium néven a Big City Classic lacrosse esemény keretében. 2011-ben a New York-i székhelyű MetLife biztosító társaság szerezte meg a stadion névadási jogát. Az építkezés költsége 1,6 milliárd dollárra tehető, mellyel a világ valaha épített legdrágább stadionja volt.
2010. május 25-én jelentették be, hogy a stadion lesz a Super Bowl XLVIII otthona 2014. február 2-án, mely az első Super Bowl lesz a New York-i Agglomerációs Területen, valamint szintén az első alkalom, hogy egy nem fedett stadion adhat otthont az eseménynek egy hideg időjárású területen.

## Története
Mire a Giants Stadium megközelítette a 30 éves kort, addigra az egyik legöregebb stadionná vált az NFL-ben. A New York Jets, aki a kisebb bérlő volt a Meadowlandsen, arra törekedett, hogy saját stadiont építsen. A manhattani West Side rendező-pályaudvar fölé tervezett West Side Stadium végül a jelentős állami támogatás hiánya miatt nem valósult meg. Amikor ez a terv elbukott a Jets partnerségre lépett a Giantsszel annak érdekében, hogy közösen építsenek fel egy új, korszerű stadiont, amit a két csapat egyenrangúan tudhat a magáénak.

## Kialakítása

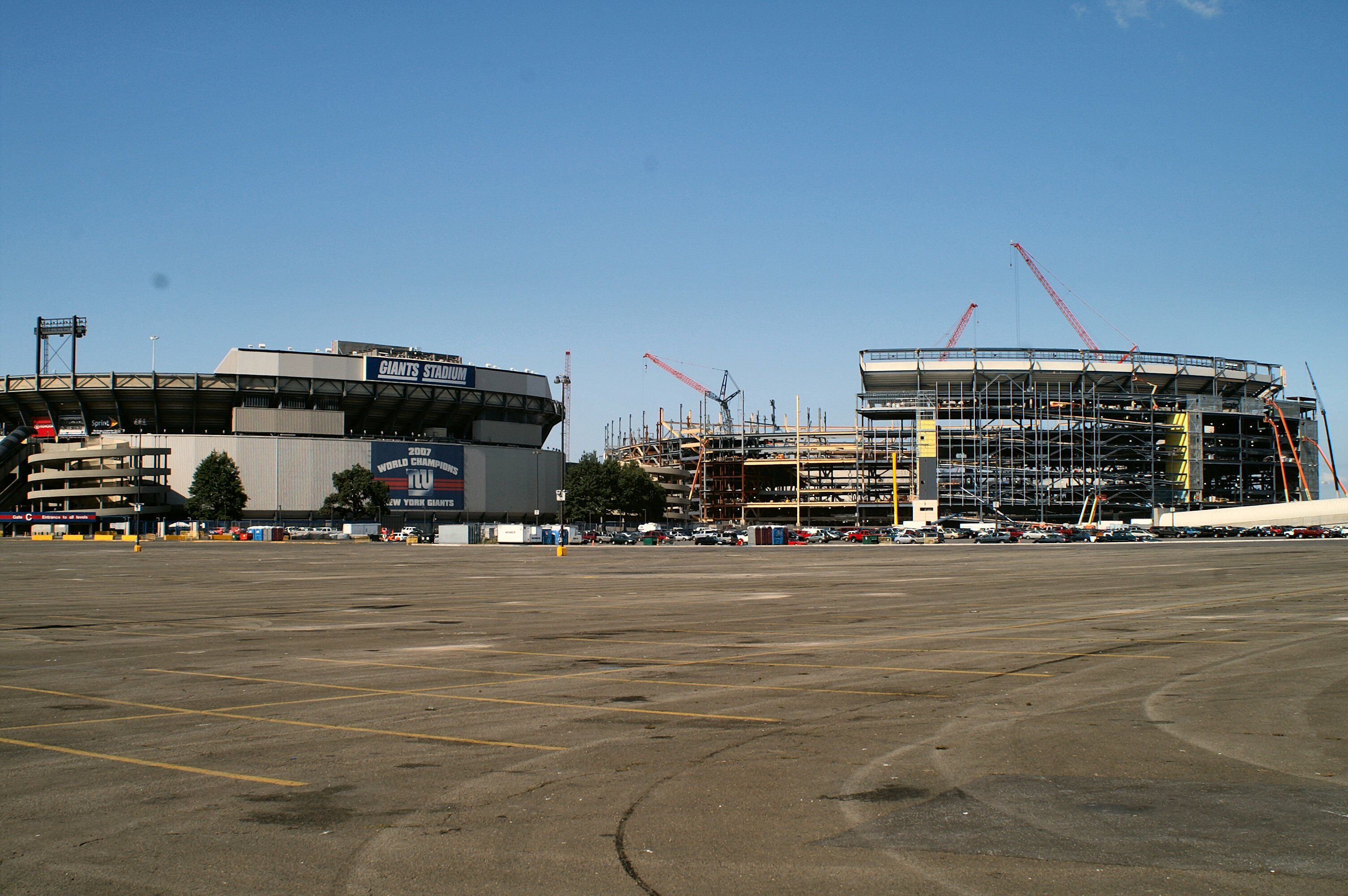
A MetLife Stadium építés közben (a jobb oldalon) 2008-ban a Giants Stadium mellett.

A stadion homlokzata egy alumínium rácsokból álló külső héjjal rendelkezik, melyet a belső oldaláról világítanak meg azzal a színnel, amelyik csapat éppen hazai pályán játszik. Ez a müncheni Allianz Arena koncepcióját követve lett megtervezve, amely a MetLife Stadiumhoz hasonlóan a város két nagy labdarúgó klubjának ad otthont, a Bayern Münchennek és az 1860 Münchennek. Az új stadion külseje a korábbi Giants Stadiummal ellentétben könnyen, néhány óra leforgása alatt átalakítható a másik csapat arculatához. A különleges lamellák és a hozzá tartozó felfüggesztési rendszer egyedi tervezésű, mely a hong kongi Overgaard Ltd. és az iowai Architectural Wall Systems of Des Moines közös munkájából született meg. A lamellák teljes hossza pontosan 50 000 méter (50 km).
A nézőtér első sora a félpályánál (vagyis az 50 yardos vonalnál) 14 méteres távolságra van az oldalvonaltól, amely a legkisebb távolság az összes NFL stadionban. A pálya dekorációjának megváltoztatását két 4 fős csapat végzi el körülbelül 18 óra alatt, mely során a műfű 40 mezőjét cserélik ki, hogy a célterületeken a hazai pályán játszó csapat felirata legyen látható. A legtöbb NFL-es stadionnal ellentétben ennek a pályának a közepén nem a csapat logója látható, hanem az NFL logó van felfestve, melynek legfőbb oka, hogy a középső cserélhető rész miatt 2010 augusztusában Domenik Hixonnak elszakadt az elülső keresztszalagja egy edzőtábori gyakorlás során a stadionban.
Ellentétben számos más új NFL helyszínnel, a MetLife Stadium felett nincs tető, mivel a tetőt is tartalmazó javaslat finanszírozási problémák miatt nem valósult meg, így a fedett létesítményhez kötött események nem tarthatóak meg ebben a stadionban.
A stadionban négy 9,1 m magas és 35 méter széles videokijelzőt helyeztek el, amelyek képesek a nagy felbontású videotechnológiára és a felső karéj négy sarkában vannak felfüggesztve. A stadion köré tíz pilont helyeztek el, melyeknek a két oldalára összesen húsz óriás HD-ready LED kijelzőt tervezett, gyártott és telepített a Daktronics. A pilonok mintegy 16 méter magasak és 6,1 méter szélesek.
Az új stadion összesen 82 566 szurkoló befogadásra alkalmas, ebből 10 005 klubülés, valamint mintegy 218 luxus hellyel rendelkezik.
| Alsó karéj | Középső karéj | Felső karéj |
| ---------- | ------------- | ----------- |
| 33 346 fő  | 21 323 fő     | 27 897 fő   |

A MetLife Stadiumban összesen négy öltöző található: az egyiket a Giants, egy másikat a Jets használ, valamint további két öltöző áll a meghívott csapatok rendelkezésére. A hazai csapatok öltözői a stadion ellenkező oldalán találhatóak és mindkettő mellett található egy vendégöltöző is. A fel nem használt vendégöltözőket a hazai csapatok gyakran használják a játéknapokon.

## Bérleti feltételek

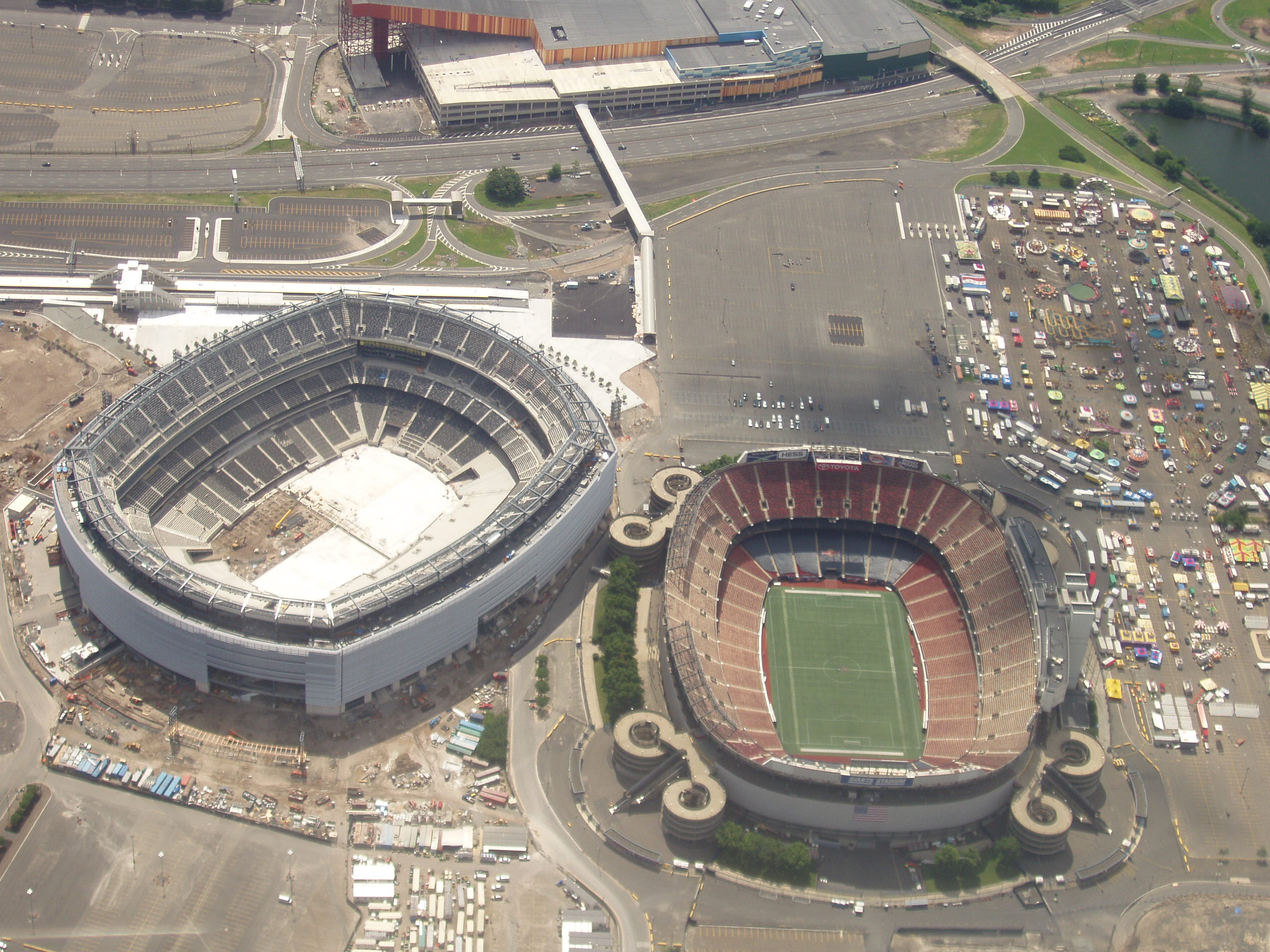
A MetLife Stadium (építés közben, a bal oldalon) és a Giants Stadium (jobb oldalon) 2009 júliusában

Az új stadionra 25 éves bérleti szerződést kötöttek, melyet opcionálisan akár 97 évre is kiterjeszthető. A 15. év után ötévente a két csapat közül az egyik kiszállhat a szerződésből, amennyiben ezt legalább 12 hónappal korábban bejelenti. Ebben az esetben, amikor az egyik csapat felmondja a szerződést a másik csapatnak a bérleti idő végéig mindenképpen maradnia kell. A csapatok múltja alapján, ezen záradék feltehetően lehetővé teszi a Jets számára, hogy ha végül mégis saját stadiont szeretne magának és megtalálja a módját annak finanszírozására, akkor erre legyen módja, bár egy új stadion építése során felmerülő költségek rendkívül magasak. Nem ismert az az információ, hogy a bérleti szerződés az építkezés kezdetétől vagy a stadion átadásától lépett életbe. A csapatok a Meadowlands nyugati parkolójából származó bevételekből is részesülnek egész évben, még akkor is, ha nincs esemény a stadionban (például akkor is, ha a Meadowlands egy másik részén tartanak valamilyen eseményt).

## Közlekedés
A MetLife Stadium könnyen elérhető az Interstate 95-ös, valamint a New York felől a 3-as autópályáról. A Coach USA társaság buszjáratot üzemeltet a stadion és a New York-i Port Authority autóbusz-pályaudvar között (PABT).
A Meadowlands vasútvonal eseménynapokon üzemel az újonnan épített Meadowlands állomás és Hoboken pályaudvar között közlekedő szerelvényekkel. Ezek a vonatok megállnak a Secaucus Junction állomáson, ahol átszállási lehetőség biztosított a New York-i Pennsylvania Station, a newarki Pennsylvania Station és sok más állomás felé. A vonalat 2009. július 26-án adták át az utazóközönségnek.

## Névadási jogok

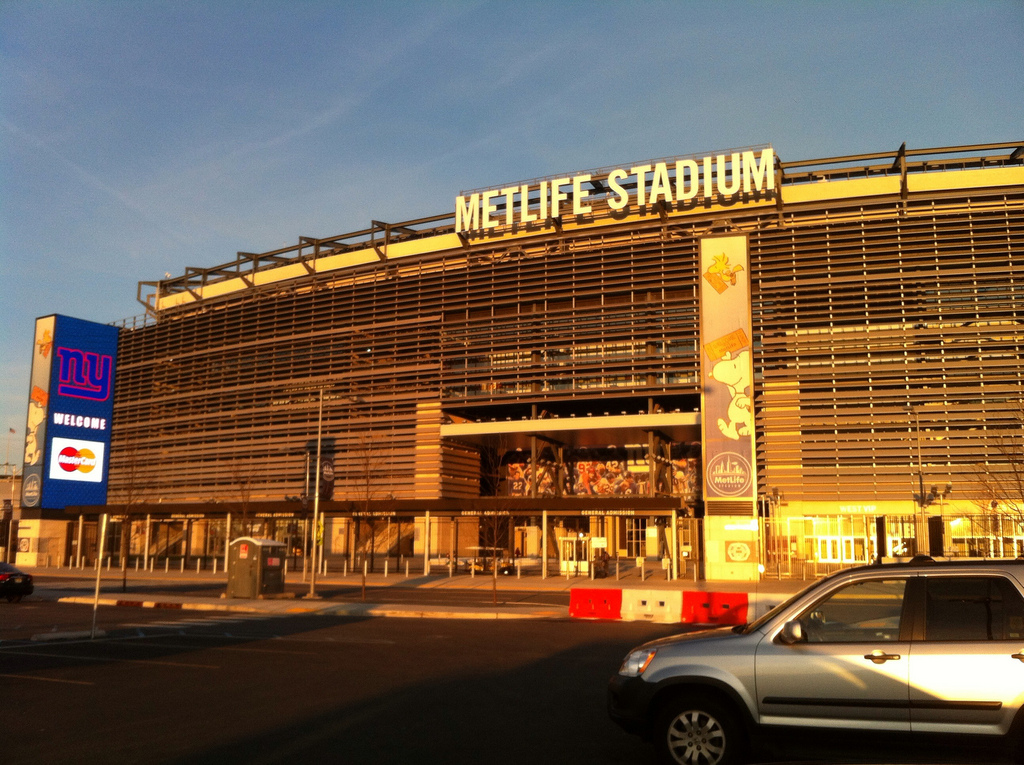
MetLife Stadium külseje.

A németországi központú Allianz pénzügyi szolgáltató cég komoly érdeklődést mutatott a stadion névadási jogaiért. Az ajánlatuk szerint éves 20-30 millió dollár közötti összegért vásárolták volna meg a jogokat 30 éves időszakra, mely összegen a két csapat egyenlő arányban osztozott volna. A New York-i zsidó közösség (a legnagyobb Izraelen kívüli zsidó közösség) és az Rágalmazásellenes Liga (ADL) ellenezte a megállapodást az Allianz és a náci Németország kormánya közötti szoros együttműködés miatt a második világháború idején. Jay Rosenbaum rabbi, az Észak-Amerikai Rabbik Tanácsának (NABR) főtitkára egyetértettek abban, hogy a túlélőket ez érzékenyen érintheti, de a névadási üzlet törvényes. „Úgy vélem, hogy az Allianz mára már egy nyitott, érzékeny vállalattá vált, amely a zsidó nép barátja” mondta. Az Allianz szponzorálja a müncheni Allianz Arenát is, mely a MetLife Stadium színváltó technológiáját ihlette. Végül a csapatok és az Allianz között nem született megállapodás, a tárgyalások 2008. szeptember 12-én értek véget.
2011. június 27-én látott napvilágot a hír, hogy a MetLife biztosító társaság megbeszéléseket kezdett a stadion névadási jogainak megszerzése érdekében. A feleknek augusztus 23-án sikerült megállapodni, melynek következtében a stadion új neve MetLife Stadium lett és a szerződés értelmében 25 évig ezt a nevet fogja viselni.

## Környezetvédelmi megállapodás
2009 júniusában a New Meadowlands Stadium Corporation és az Amerikai Környezetvédelmi Hivatal (EPA) aláírt egy egyetértési nyilatkozatot, amely felvázolja a környezetbarát anyagok és módszerek alkalmazását a stadion építése és üzemeltetése során. A megállapodás magában foglalja a minimális légszennyezés, a víz- és az energiatakarékosság és a hulladékfeldolgozás stratégiáit, valamint az építkezés környezetre gyakorolt hatásának minimalizálását. A megállapodás célja, hogy megkímélje a környezetet 1 680 000 tonna szén-dioxid kibocsátásától a stadion felépítése során és ezt követő működésének első évében. A megállapodás értelmében a stadion építése során felhasználtak körülbelül 40 000 tonna újrahasznosított acélt, valamint a korábbi Giants Stadium bontása során gondoskodni kellett 20 000 tonna acél újrahasznosításáról, az ülőhelyeket újrahasznosított műanyagból és vashulladékból készítették, valamint az építkezés során minimalizálták a munkagépek által okozott levegőszennyezést tisztább dízel üzemanyaggal, dízelmotorszűrőkkel és a gépek üresjárati idejének csökkentésével. További célja volt a megállapodásnak a tömegközlekedési lehetőségek biztosítása a rajongóknak, valamint a vendéglátásban használt hagyományos tányérok és poharak helyett ezek lebomló változatainak alkalmazása. A stadion vezetése félévente tesz jelentést az elért célokról, mely alapján az EPA kimutatja a helyszín környezetvédelemért tett erőfeszítéseinek hatását.

## Super Bowl
A MetLife Stadium adott otthont a Super Bowl XLVIII eseménynek 2014. február 2-án. A stadion felmentést kapott Roger Goodelltől, az NFL vezetőjétől azon követelmény alól, hogy egy Super Bowl házigazda stadionba az átlagos hőmérsékletnek el kell érnie a 10 fokot februárban, vagy egy fedett és klimatizált létesítménynek kell lennie. Az indoklás szerint azért tekintettek el ezektől a feltételektől, mert „az új stadion ünneplése, a hatalmas örökség és az NFL történelme a New York-i régióban egy egyedi, egyszeri és megismételhetetlen körülmény”.

## Emlékezetes pillanatok

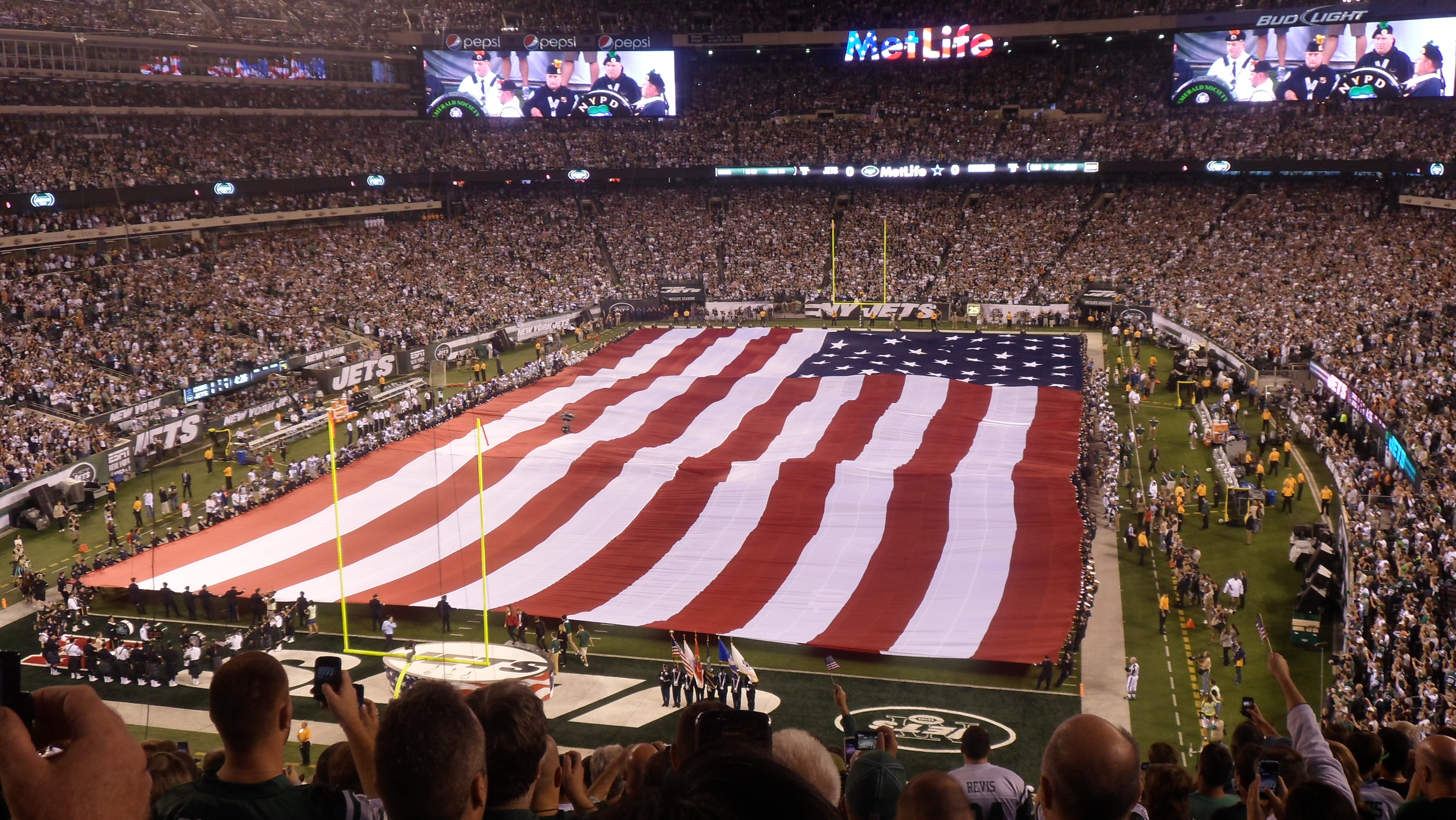
A Jets-Cowboys mérkőzés előtti megemlékezés 2011. szeptember 11-én, a terrortámadások 10. évfordulóján

- 2010. május 26.: Az első koncert az új stadionban. A New Jersey-ben született Bon Jovi a The Circle Tour koncerttel lépett fel a stadionban, melyet még háromszor megismételt ezt követően. Azóta koncertet adott már az Eagles, a U2 és Bruce Springsteen is a stadionban.
- 2010. augusztus 10.: A stadion adott otthont az Amerikai Egyesült Államok – Brazília bartáságos labdarúgó mérkőzésnek, ahol a brazilok nyertek 2-0-ra 77 223 néző előtt.[32][33]
- 2010. szeptember 12.: A Giants otthont ad az első NFL alapszakasz játéknak a stadion történetében. New York Giants - Carolina Panthers, 31-18 győzelem.[34]
- 2010. szeptember 13.: A Jets otthont ad az első Monday Night Football rangadónak az új stadionban. New York Jets - Baltimore Ravens, 9-10 vereség.[35]
- 2010. november 14.: Áramszünet következett be a New York Giants - Dallas Cowboys mérkőzés harmadik negyedében.
- 2010. december 19.: A Philadelphia Eagles jelentős hátrányból kezdte az utolsó negyedet, melyben végül 28 pontot szerzett, amivel legyőzte a Giants-et, mely „Csoda a New Meadowlandsen” néven vált ismertté.
- 2011. szeptember 11.: A New York Jets – Dallas Cowboys mérkőzés előtt a szeptember 11-i támadások 10. évfordulójának megemlékezése során a két csapat tagjai az Amerikai Fegyveres Erők, a New York-i Tűzoltóság, New York-i Rendőrség és a New York-i és New Jersey-i Kikötői Hatóság Rendőrségének tagjaival együtt rótták le tiszteletüket a támadás áldozatai előtt.[36] A mérkőzésen a Jets legyőzte a Cowboys-t 27-24-re.[37]
- 2011. december 24.: A „vendég” Giants legyőzte a „hazai” Jetset 29-14-re, mely a legnagyobb rangadó volt a két New York-i csapat között az elmúlt években a rájátszásba jutási küzdelem miatt. A győzelem közelebb juttatta a Giantset a rájátszáshoz, míg jelentősen hozzájárulnak a Jet utószezontól való távolmaradásához.[38]
- 2012. január 8.: A MetLife Stadium otthont ad az első NFL rájátszás mérkőzésnek, mely során a Giants legyőzte az Atlanta Falcons-t 24-2-re[39] a Super Bowl XLVI felé vezető úton.
- 2012. augusztus 1.: A stadion adott otthont a 12. Siyum HaShas eseménynek, mely során a Daf Yomi tanulmányi program befejezését ünneplik, mely a Talmud hét és fél éves ciklikus tanulásának végét jelenti. 93 000 ülőhellyel ez volt eddig a legnagyobb részvételű rendezvény a stadionban.[40][41]
- 2012. szeptember 7.: Egy New York's College Classic mérkőzés első alkalommal került megrendezésre a stadionban. A „hazai” pályán játszó Syracuse Orange a USC Trojans csapatot fogadta. Az elkövetkező 10 évben a Syracuse olyan ellenfelekkel fog majd itt játszani, mint a Penn State és a Notre Dame csapata.
- 2013. április 7.: A stadion ad otthont a WWE WrestleMania XXIX pankrációs versenynek. Az eseményre a jegyértékesítés első napján rekord mennyiségű, 52 029 jegyet adtak el és várhatóan 90 ezer ember fogja majd a helyszínen megtekinteni az eseményt.[42]